# 寶山遼朝壁畫墓
寶山遼代壁畫墓位於內蒙古赤峰市阿魯科爾沁旗東沙布日台鄉寶山村，該村因其附近有座寶山而得名。寶山主峰陽坡處有遼代修築的塋牆，塋牆內分布遼墓十餘座，在50年代此處被判定為契丹貴族墓葬群。1993年其中一座大型壁畫墓被盜，因此在1994年時內蒙古考古研究所進行搶救性發掘，將兩座墓分別編號一號及二號，為1994年中國十大考古新發現。2001年6月25日作为“宝山、罕苏木墓群”的一部分公布为第五批全国重点文物保护单位。兩座墓雖都經過多次盜掘，陪葬品所剩無幾，但幸好墓中壁畫保存良好，為中國繪畫史提供大量早期案例。

## 墓葬年代
根據寶山一號墓所刻之題記：「天贊二年癸歲大少君次子勤德年十四五月廿日亡當年八月十一日於此殯故記。」，可知下葬時間為天贊二年（923年），墓主身份是大少君的次子勤德，一號墓是目前所發現年代最早，且有紀年的遼代契丹貴族墓。
二號墓墓主為女性，經檢測死亡時年紀已成年。藉由墓葬位置與中心區的距離及死亡年紀，判斷其身份可能為一號墓墓主的長輩。二號墓亦有石刻文字出土，其上使用契丹小字，因此推估二號墓下葬時間應略晚於一號墓。

## 墓葬形制
一號墓位於墓葬群的東北角，距東側塋牆24公尺，北牆45公尺。整體為磚石結構，由墓道、門庭、墓門、甬道、墓室及石房組成，全長22.5公尺。石房後半有磚砌屍床，墓主遺骸已遭破壞散落。
二號墓位於墓葬群的中間區塊，東距一號墓39公尺。由墓道、門庭、墓門、甬道、墓室及石房組成，全長25.8公尺。石房內西壁有磚砌屍床，女性墓主的遺骸也遭破壞。

## 墓室壁畫
一號墓及二號墓保存相對完好的壁畫共有31幅，其中一號墓為21幅，二號墓10幅。
一號墓所保存之壁畫為：墓頂結構裝飾圖、墓室四角斗拱裝飾圖、墓室西壁與石室西側外立面上的仿木構彩繪裝飾圖、西側廊壁面上方的仿木裝飾以及墓頂東坡的雲氣火焰寶珠紋圖、穹窿頂卷雲火焰寶珠紋圖、穹窿頂南披卷枝花卉紋圖、墓前室南壁墓門東側男吏圖、前室南壁墓門西側女僕圖、西壁侍者隊列圖（7人）、墓室北壁西側《宴桌圖》、墓室北壁東側《黃犬與山羊圖》、墓室東壁《馭者牽馬圖》（1人3馬）、石室正壁外立面門扉東側壁畫（女傭）、石室內南壁男侍壁畫、石室內南壁女僕壁畫、石室內東壁壁畫《降真圖》（漢武帝謁見西王母典故）、石室內北壁壁畫《廳堂圖》、石室內西壁壁畫《高逸圖》（紀年題記於此壁畫之左上角）、石室內頂《雲鶴圖》。
二號墓所保存之壁畫為：墓室頂部立柱及其上方疊澀穹窿頂壁畫、石室門（朱門）外正面裝飾圖、石室門外南側侍吏圖、石室門外北側侍吏圖、石室內東壁墓門南側女僕圖、石室內東壁墓門北側女僕圖、石室內南壁《寄錦圖》（東晉才女蘇蕙織錦回文典故）、石室內北壁《頌經圖》（楊貴妃教白鸚鵡誦經典故）、石室內北壁《牡丹圖》、石室內天頂中央部位的團花圖。
兩座墓葬的壁畫題材相當豐富，除涵蓋對諸多不同社會階層的描繪，更展示了遼代早期繪畫承繼自晚唐五代的圖像特徵。以二號墓石室內北壁《頌經圖》為例，其上所繪製的女性樣態及衣裝，呈現了唐代仕女圖的風貌，而男吏所配戴的幞頭則為五代樣式。

## 大少君身份
據一號墓的題記可知墓主為大少君的次子勤德，死亡時年僅14歲。一號墓又位於墓葬群的角落，因此推測勤德可能是家族晚輩。二號墓略近於墓葬群中心，年紀長於勤德且下葬時間亦晚於一號墓，故推測二號墓墓主可能是大少君夫人。
兩墓規制豪華，說明「大少君」的身份顯赫，然而大少君一詞並未見於古籍之中，相似的詞語可見《舊五代史》：「阿保機凡三子，皆雄偉。……幼曰阿安端君。德光本名耀屈之，後慕中華文字，遂改焉。……唐天成初，阿保機死，其母令德光權主牙帳，令少子安端少君往渤海國代突欲。」，及《契丹國志》：「太祖崩於渤海，述律後使少子安端少君守東丹。」，由此推測「少君」應是對遼代皇帝嫡子的特殊稱謂，前面冠上大應該是以排序之用。
針對該墓地所提之「大少君」身份，齊曉光等人有二種推測：其一可能是耶律阿保機的嫡親，其二則可能是欽德可汗的後裔。